# Hawandawaki
Hawandawaki (auch: Hawan Dawaki, Hawandawanki) ist eine Landgemeinde im Departement Tessaoua in Niger.

## Geographie
Hawandawaki liegt in der Sahelzone und grenzt im Südwesten an den Nachbarstaat Nigeria. Die Nachbargemeinden in Niger sind Gazaoua im Nordwesten, Korgom im Norden, Tsaouni im Nordosten und Dan-Barto im Südosten.
Bei den Siedlungen im Gemeindegebiet handelt es sich um 29 Dörfer und 64 Weiler. Der Hauptort der Landgemeinde ist Hawandawaki, bestehend aus den Dörfern Hawandawaki Haoussa und Hawandawaki Peulh. Haoussa ist die französische Bezeichnung für die Volksgruppe der Hausa und Peulh für die Volksgruppe der Fulbe.
Durch die Gemeinde verläuft das Trockental Goulbi May Farou.

## Geschichte

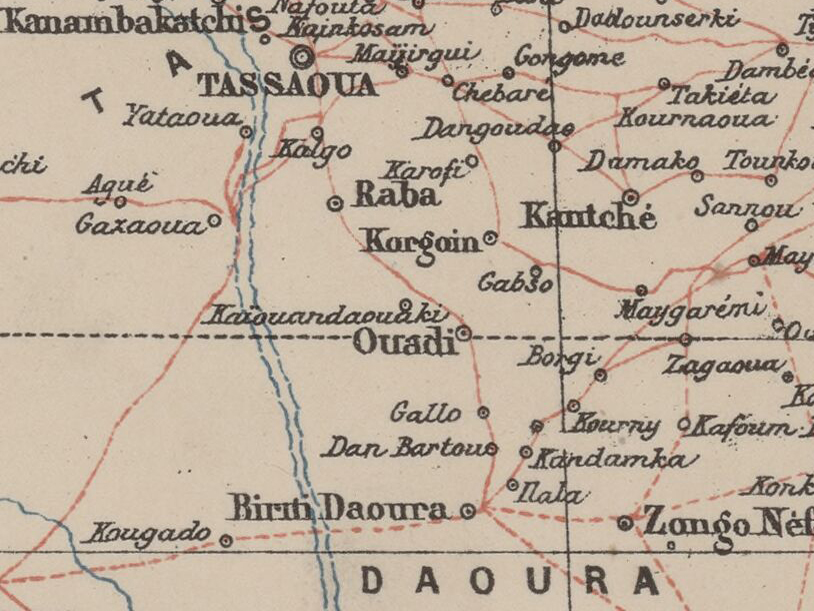
Ausschnitt einer Karte von 1903 mit Hawandawaki (Kaïouandaouaki) im Zentrum

Der Markt im Dorf Dodori war in den 1960er Jahren ein wichtiger Umschlagplatz für Erdnüsse, dem damals bedeutendsten Exportgut Nigers. Die Landgemeinde Hawandawaki ging 2002 im Zuge einer landesweiten Verwaltungsreform aus dem südlichen Teil des Kantons Korgom hervor.

## Bevölkerung
Bei der Volkszählung 2012 hatte die Landgemeinde 39.739 Einwohner, die in 4.934 Haushalten lebten. Bei der Volkszählung 2001 betrug die Einwohnerzahl 35.143 in 4.859 Haushalten.
Im Dorf Hawandawaki Haoussa lebten bei der Volkszählung 2012 664 Einwohner in 111 Haushalten, bei der Volkszählung 2001 816 in 113 Haushalten und bei der Volkszählung 1988 272 in 48 Haushalten.
Im Dorf Hawandawaki Peulh lebten bei der Volkszählung 2012 1.031 Einwohner in 139 Haushalten, bei der Volkszählung 2001 708 in 98 Haushalten und bei der Volkszählung 1988 776 in 129 Haushalten.
In ethnischer Hinsicht ist die Gemeinde ein Siedlungsgebiet der Hausa-Untergruppe Daurawa und von Fulbe.

## Politik
Der Gemeinderat (conseil municipal) hat 14 Mitglieder. Mit den Kommunalwahlen 2020 sind die Sitze im Gemeinderat wie folgt verteilt: 7 PNDS-Tarayya, 3 MPR-Jamhuriya, 1 CPR-Inganci, 1 RDR-Tchanji, 1 RPP-Farilla und 1 RSD-Gaskiya.
Jeweils ein traditioneller Ortsvorsteher (chef traditionnel) steht an der Spitze der 29 Dörfer in der Gemeinde, darunter Hawandawaki Haoussa und Hawandawaki Peulh.

## Wirtschaft und Infrastruktur
Die Gemeinde liegt in jener schmalen Zone entlang der Grenze zu Nigeria, die von Tounouga im Westen bis Malawa im Osten reicht und in der Bewässerungsfeldwirtschaft für Cash Crops betrieben wird.
Im Hauptort ist ein Gesundheitszentrum des Typs Centre de Santé Intégré (CSI) vorhanden. Der CEG Hawandawaki ist eine allgemein bildende Schule der Sekundarstufe des Typs Collège d’Enseignement Général (CEG). Beim Centre de Formation aux Métiers de Hawandawaki (CFM Hawandawaki) handelt es sich um ein Berufsausbildungszentrum.
Durch die Gemeinde, unter anderem durch den Hauptort, führt die Nationalstraße 20 zwischen Gazaoua und der Staatsgrenze zu Nigeria. An deren Ende, beim in Hawandawaki gelegenen Dorf Bossossoua, befindet sich ein Grenzposten.